# Acantholimon
Acantholimon es un género de pequeñas plantas perteneciente a la familia  Plumbaginaceae. Están distribuidas desde el sureste de Europa hasta el Asia central y también en  Sudamérica, pero también se cultiva como planta ornamental para los jardines de rocas. Comprende 21 especies descritas y de estas, solo 14 aceptadas.
Todas las especies tienen un papel importante en la formación de los pastizales áridos del área del Mediterráneo oriental.

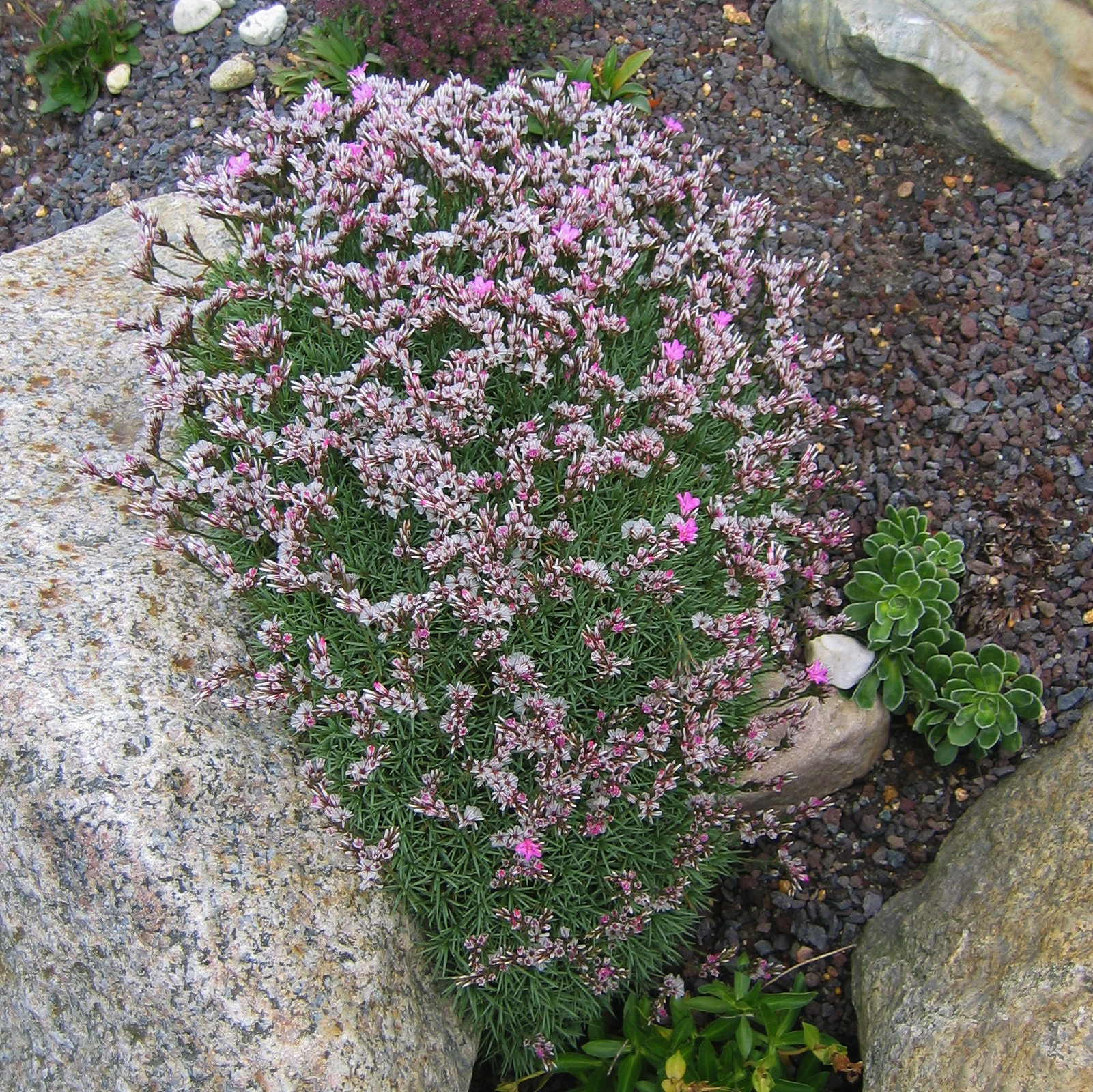
Acantholimon sp.

## Taxonomía
El género fue descrito por Pierre Edmond Boissier y publicado en Diagnoses Plantarum Orientalium Novarum, ser. 1, 7: 69. 1846    La especie tipo es:  Acantholimon glumaceum (Jaub. & Spach) Boiss. 

## Algunas especies
Especies de Acantholimon incluyen:
- Acantholimon albertii
- Acantholimon avenaceum
- Acantholimon glumaceum
- Acantholimon göksunicum
- Acantholimon köycegizicum
- Acantholimon saxifragifolium
- Acantholimon venustum